# 牛车

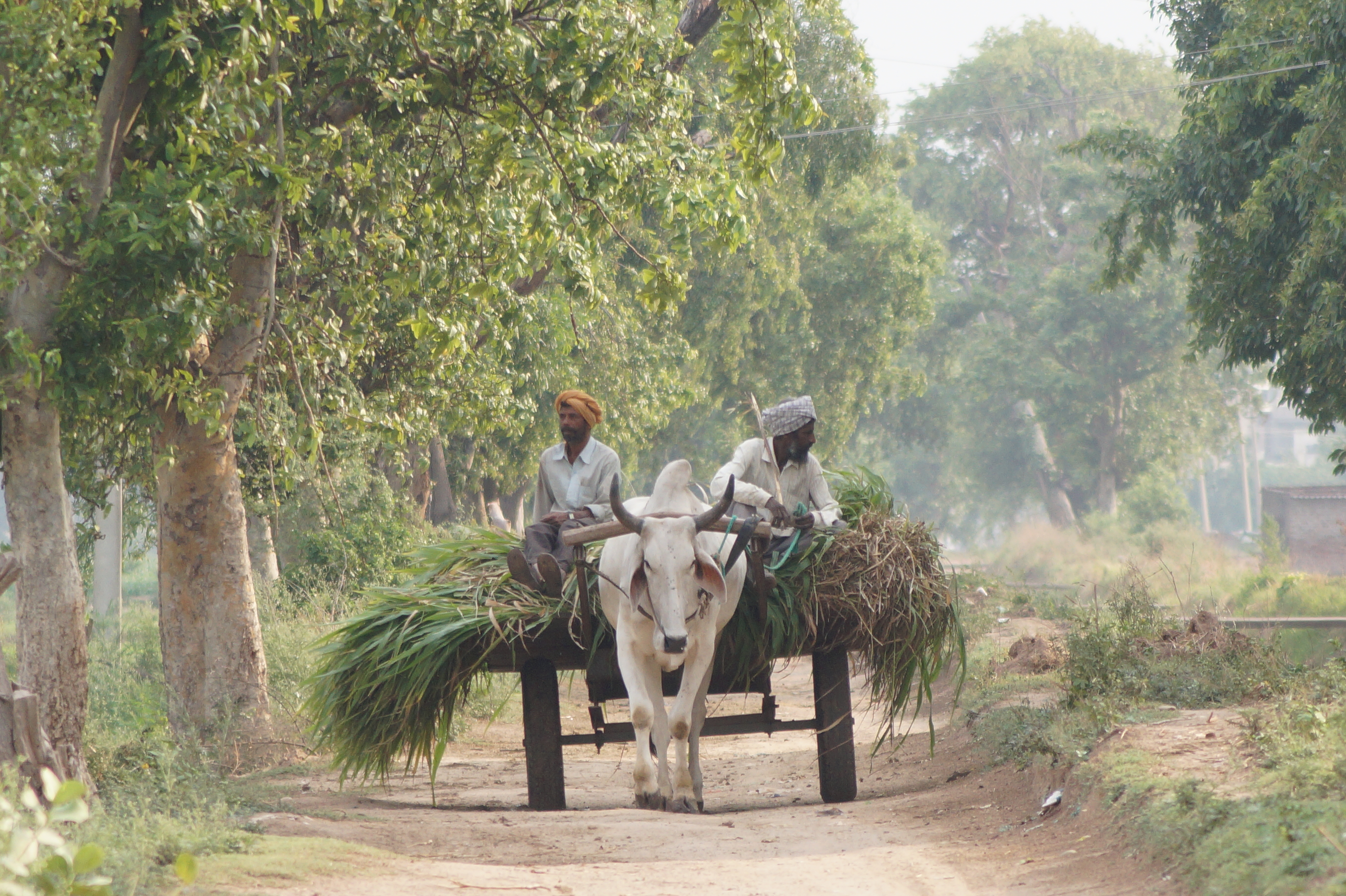
印度旁遮普邦的牛车

牛車（英語：Bullock cart），是指黃牛拉動的車輛。常見於亞洲地區。

## 概要
取代馬車之用。傳統農業社會，不以馬為主要飼養動物。而牛耐勞耐重，又是耕田之主要動物，故用以交通運輸之便。

## 拉牛車
牛車有時候因泥濘或車輪故障，故需要以人力拉動。在內燃機動力普及的社會已少見。

## 古中國
在中國，夏朝禹時期就已經使用牛車。後漢書《舆服志》中記載，當時上至天子，下至士庶，均以其為代步工具，陪葬品裝飾也屢見不鮮。

## 台灣
傳統的台灣，牛隻是家裡不可少的成員，甚至女兒出嫁當作嫁妝。在腳踏車出現之前，牛車是主要交通工具，又分為貨運和農耕用途。隨著現代發展，牛車僅限觀光或展示用途。

## 牛車相連
或作牛車沙沙，(Ox-wagon)，指的是多隻牛隻拉動的車輛。